# Quiriguá
Koordinaten: 15° 16′ 0″ N, 89° 4′ 0″ W

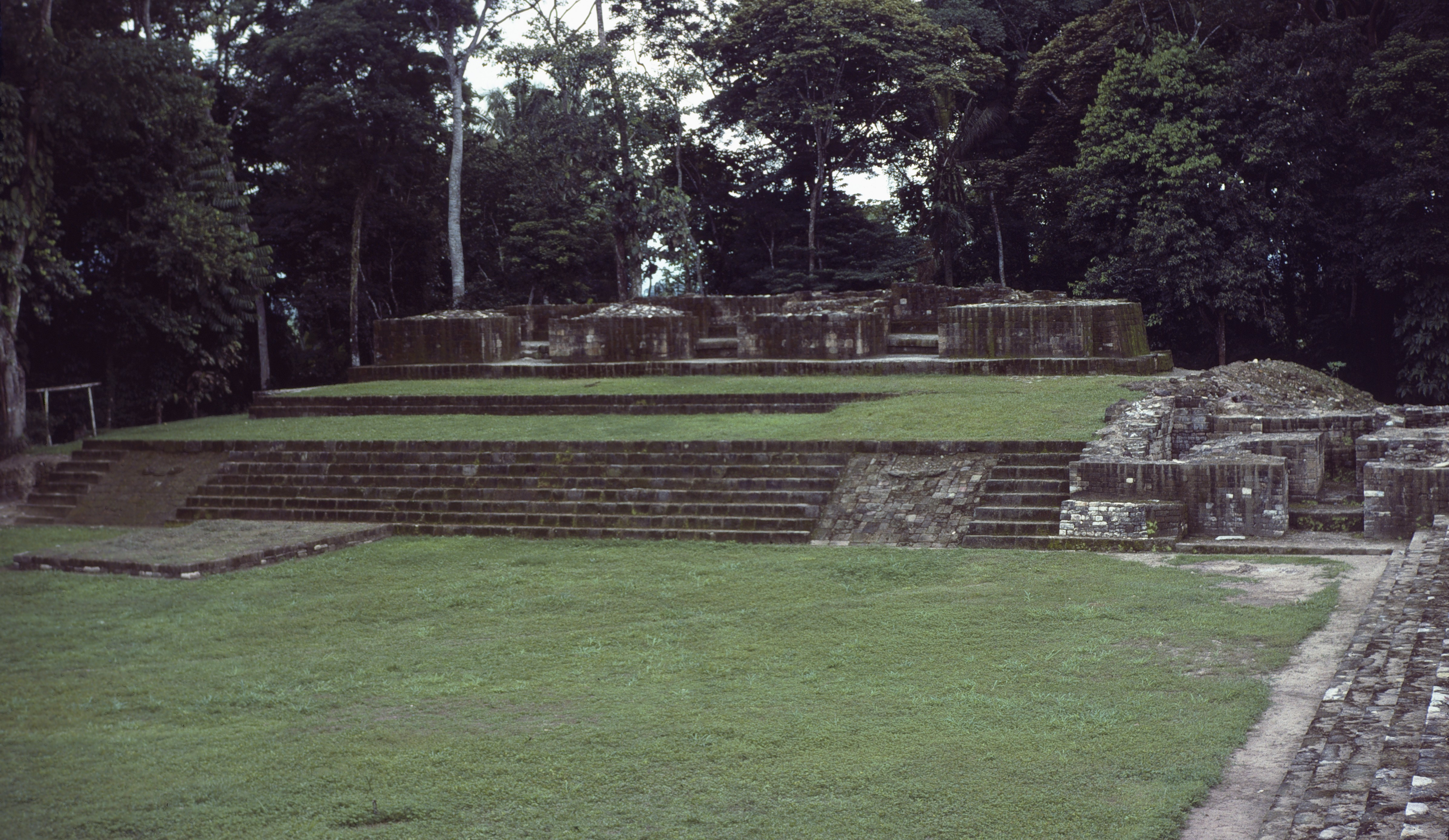
Teil der Akropolis mit dem jüngsten Gebäude, 1B-1 (810)

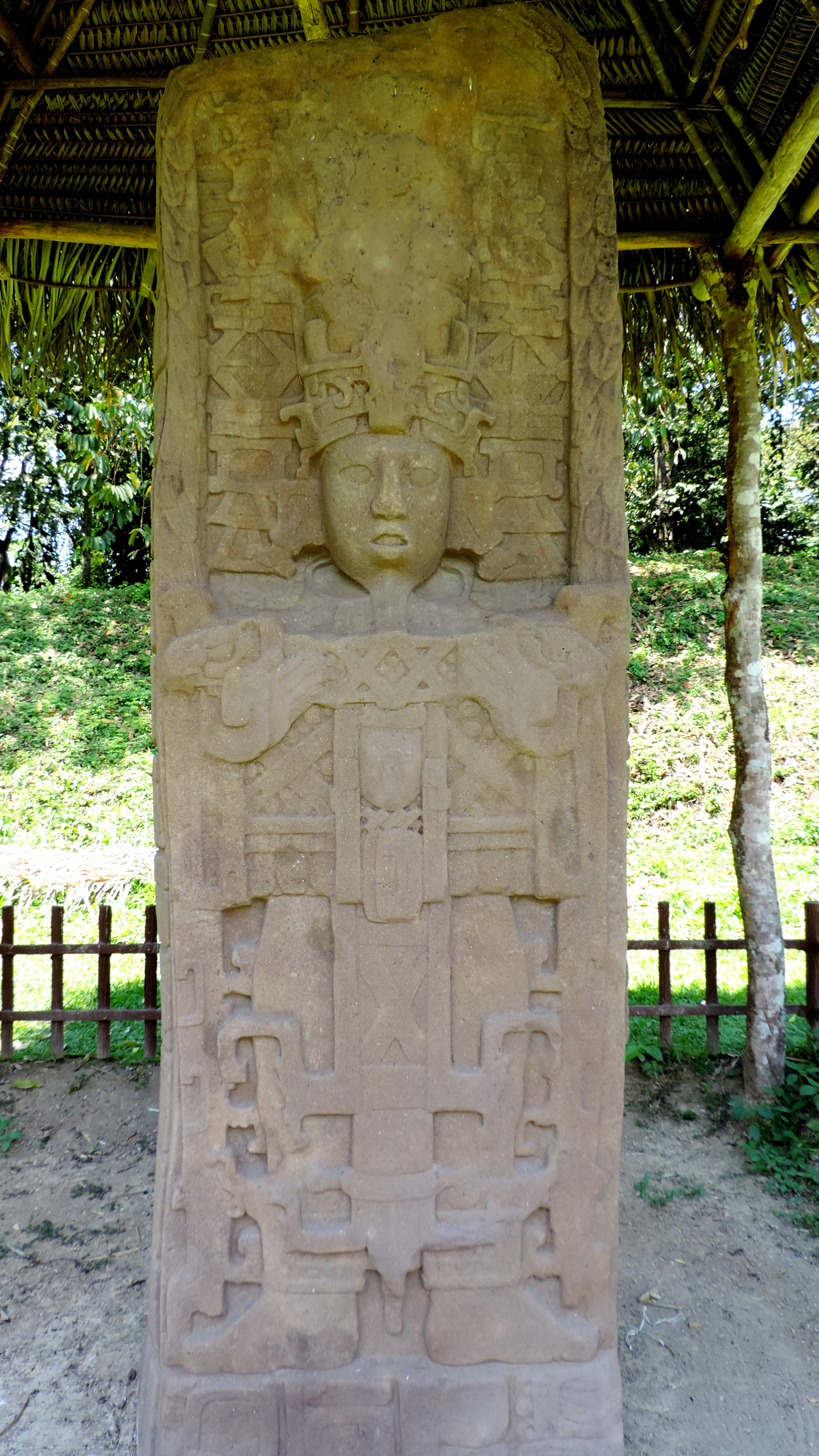
Quiriguá, Stele C, Guatemala

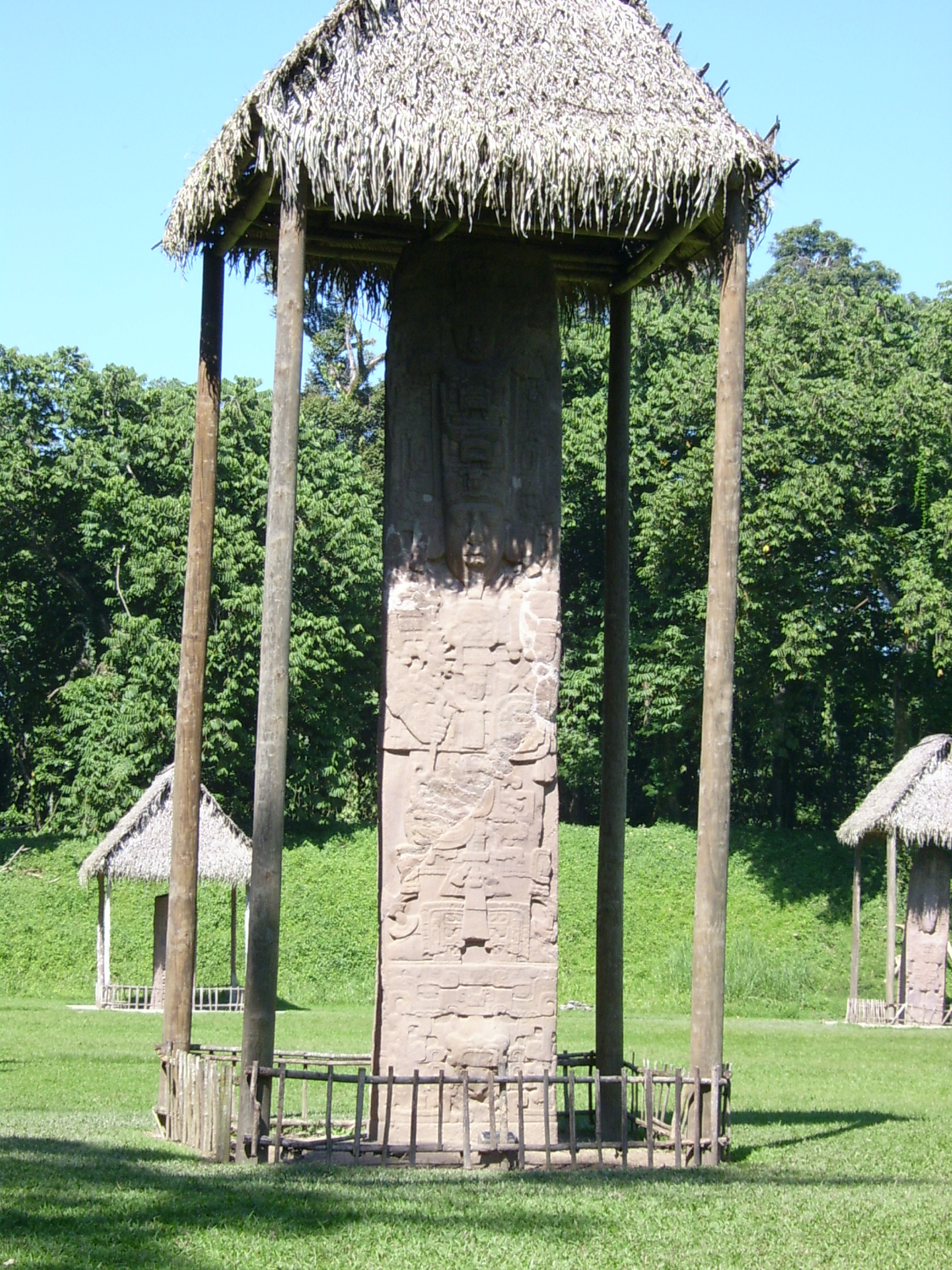
Stele E (771)

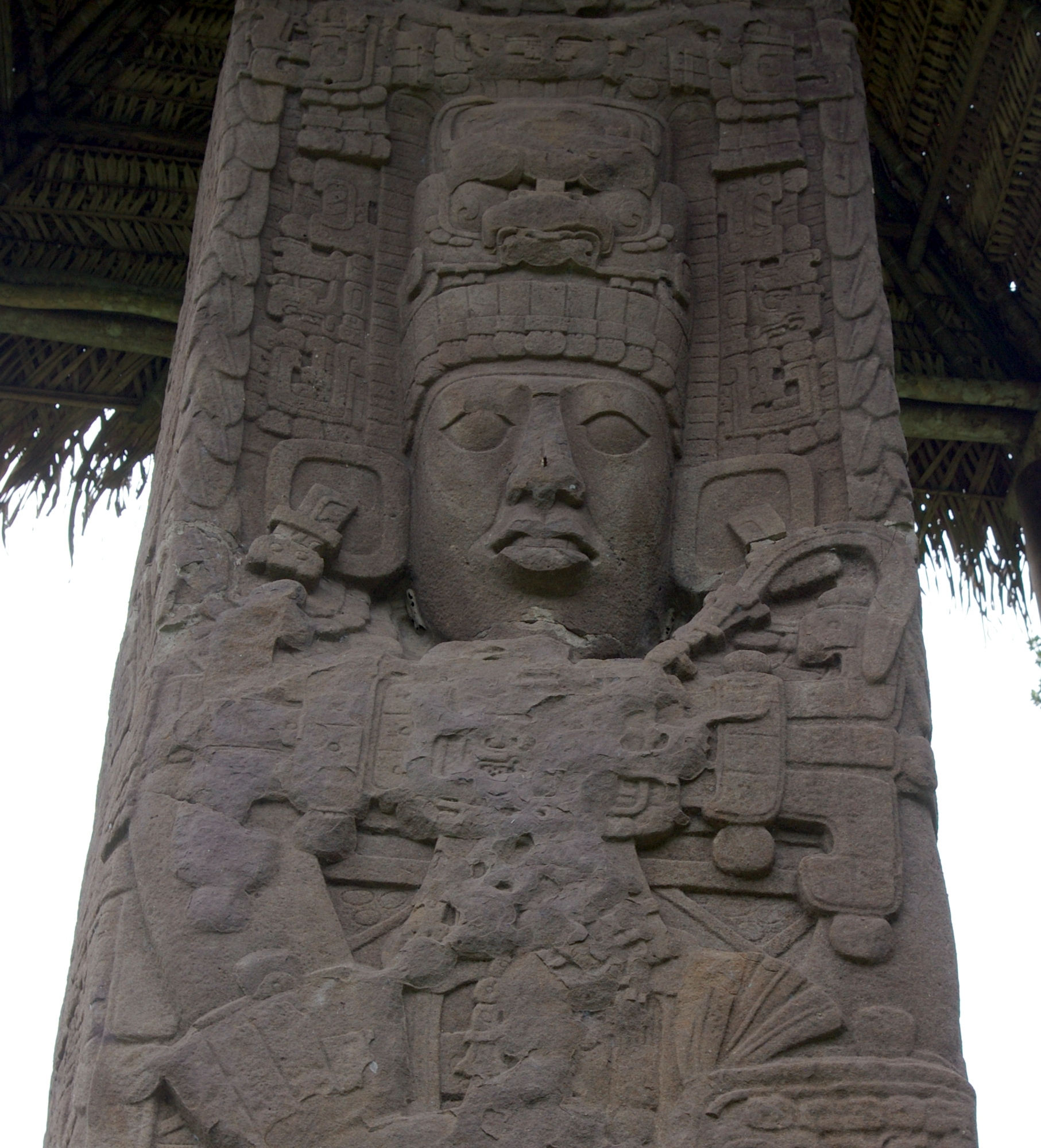
Detail von Stele E (771)

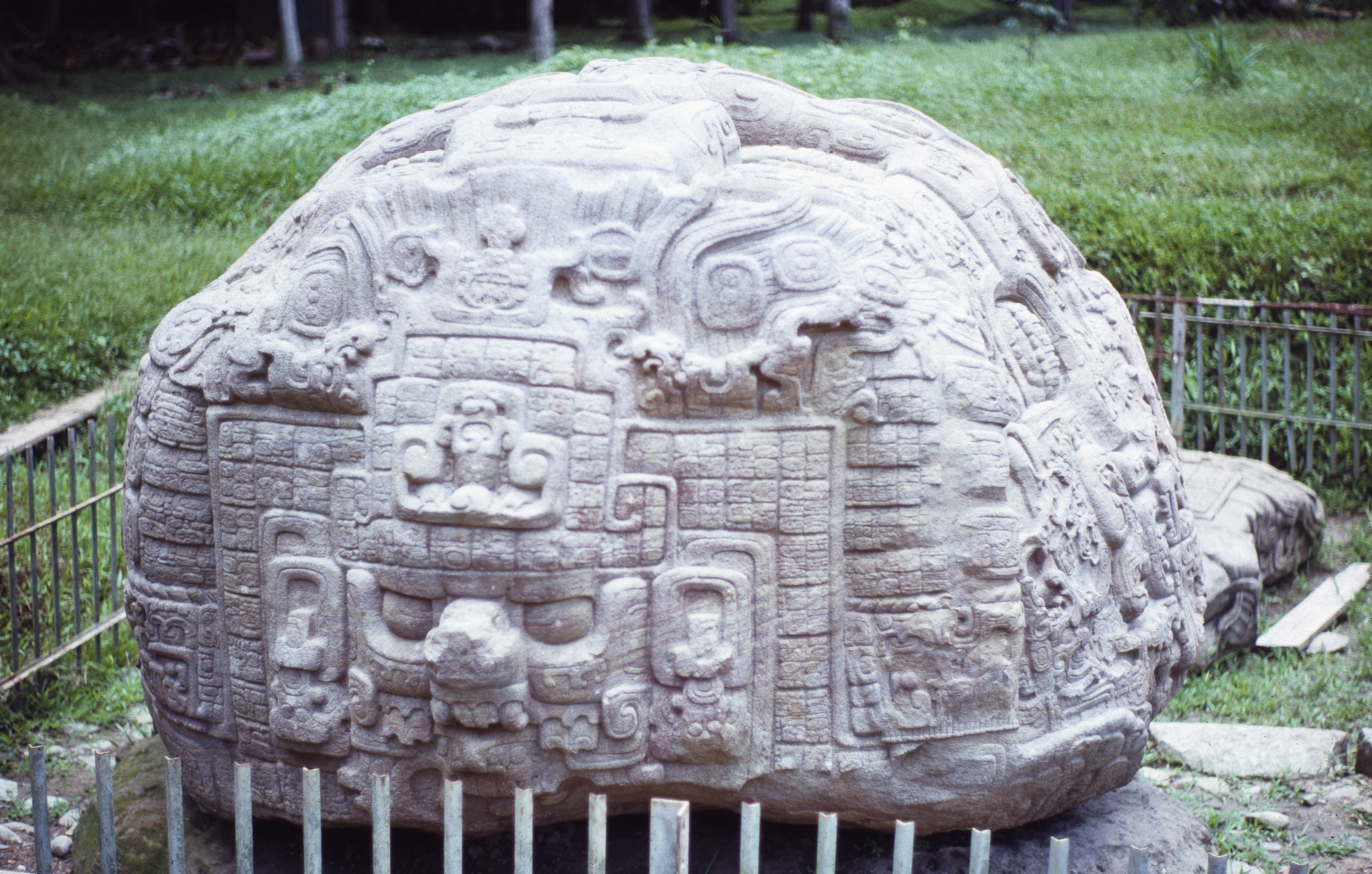
Zoomorph P (795)

Quiriguá ist eine präkolumbische Stadt der Maya im heutigen Departamento Izabal in Guatemala; seit dem Jahr 1981 zählt sie zum UNESCO-Weltkulturerbe. 

## Geschichte
Quiriguá ist eine mittelgroße Stätte am Unterlauf des Río Motagua. Das zeremonielle Zentrum befindet sich etwa 1 km vom linken Flussufer. Außergewöhnlich an Quiriguá ist die Tatsache, dass nahezu alle Skulpturen hervorragend erhalten und durch Glyphen der Langen Zählung datiert sind. Der Zeitraum der Bewohnung fällt in die Klassische Periode der Maya-Kultur. Die Besiedlung begann um 200, der Bau der Akropolis um 550, die Blütezeit mit den Prachtbauten begann ab 700 und um 850 kam es zur völligen Einstellung aller Bauarbeiten. Der Aufstieg der Stadt begründet sich im Sieg des Königs von Quiriguá K’ak’ Tiliw Chan Yopaat über Copán im Jahr 738. Zuvor war Quiriguá vermutlich ein Vasallenstaat von Copán und wurde danach unabhängig.

## Ruinenstätte

### Architektur
Der Anteil großer zeremonieller Bauten ist – verglichen mit der Gesamtfläche und der Bedeutung Quiriguás – recht klein. Am Südende der Plaza Grande erhebt sich die sogenannte Akropolis, die Zeremonial- und Palaststadt von Quiriguá. An ihr wurde von etwa 550 bis etwa 810 gebaut; dabei wurde sogar ein älterer Ballspielplatz überbaut. Zu sehen sind noch die breiten Treppen, die zum neueren Ballspielplatz führen und die Grundmauern eines Palastgebäudes mit 3 Eingängen.

### Skulptur
Bedeutender als die Architektur sind die vielen Skulpturen Quiriguás, welche zu den eindrucksvollsten des alten Mesoamerika zählen. Dazu gehören ungewöhnlich hohe Stelen (siehe bspw. Bild oben), die aufwendig aus monolithischen Steinblöcken geschnitten wurden. Die größte ist mehr als 10 m und wiegt etwa 60 Tonnen. Neben den hohen vertikalen Stelen befinden sich dort eine Anzahl Felsblöcke, die aufwendig in die Form mythologischer Tiere gebracht wurden. Diese Skulpturen werden als Zoomorphen bezeichnet; in ihrer Größe sind sie nahezu einzigartig. In den Dekorationen der Gebäudefassaden finden sich des Weiteren verschiedene Altäre sowie Skulpturen.
Einige der Monumente in Quiriguá zeigen eine außergewöhnliche Kunstfertigkeit. Das vermutlich beste Beispiel ist die „Stele D“ (766) mit außergewöhnlichen ganzkörper-anthropomorphischen Versionen der Maya-Hieroglyphen auf einer Seite; auch die übrigen Flächen der Stele sind bearbeitet. Der „Zoomorph B“ (780) zeigt noch Reste von roter Farbe; der „Zoomorph P“ (795) wurde von seinem Entdecker Alfred Maudslay als The Great Turtle („Große Schildkröte“) bezeichnet. Beide Monumente stellen Meisterwerke der mesoamerikanischen Bildhauerkunst dar.
Insgesamt reicht die künstlerische Qualität der Skulpturen nicht an jene von Palenque oder Copán heran. Die meisten der Baudenkmäler sind monumental formell und erscheinen streng, verglichen mit der natürlichen Anmut der Kunst dieser anderen Orte.

## Moderne Geschichte von Quiriguá
Wiederentdeckt wurde Quiriguá in der Neuzeit von Frederick Catherwood im Jahr 1840, doch aufgrund widriger Umstände konnte er nur für kurze Zeit bei den Ruinen verweilen. Er fertigte jedoch Zeichnungen von zwei Stelen an, die zusammen mit einer kurzen Reisebeschreibung in John Lloyd Stephens Buch Incidents of Travel in Central America, Chiapas, and Yucatan veröffentlicht wurden. Eine längere Untersuchung der Ruinen geschah im Jahr 1854 durch Karl Scherzer. Zwischen 1881 und 1883 errichtete Alfred Maudslay ein Lager bei den Ruinen und führte eine sehr sorgfältige Untersuchung durch, bei der er alle sichtbaren Monumente fotografierte, einige kleinere Ausgrabungen vornahm und Papier- und Gipsabdrücke aller Hieroglypheninschriften und der wichtigsten Skulpturen anfertigte. Diese Abdrücke wurden dann nach England verschifft; heute befinden sie sich im Britischen Museum. Maudslay besuchte Quiriguá im Jahr 1894 ein weiteres Mal.
Im Jahr 1910 kaufte die United Fruit Company Quiriguá und das gesamte Land und weite Flächen in der Umgebung für Bananenpflanzungen. Eine Fläche von 120.000 m² wurde als archäologische Zone ausgewiesen. Diese umfasst die Ruinen und deren nähere Umgebung. Weitere archäologische Arbeiten wurden 1910–1914 durch Edgar Lee Hewitt für die School of American Research at Santa Fe durchgeführt. Kopien der Stelen, basierend auf dessen Gipsabgüssen, wurden 1915 auf der Panama-California Exposition in San Diego ausgestellt. Die Carnegie Mellon University führte zwischen 1915 und 1934 sporadisch einige Projekte durch.
Ein umfangreiches archäologisches Projekt gefördert von der University of Pennsylvania, der National Geographic Society und der Regierung Guatemalas wurde von 1975 bis 1980 in Quiriguá vorgenommen. Die Stelen wurden zum Schutz – insbesondere vor den aus Flugzeugen versprühten chemischen Schädlingsbekämpfungsmitteln – durch Palmdächer abgedeckt. 